# Napées

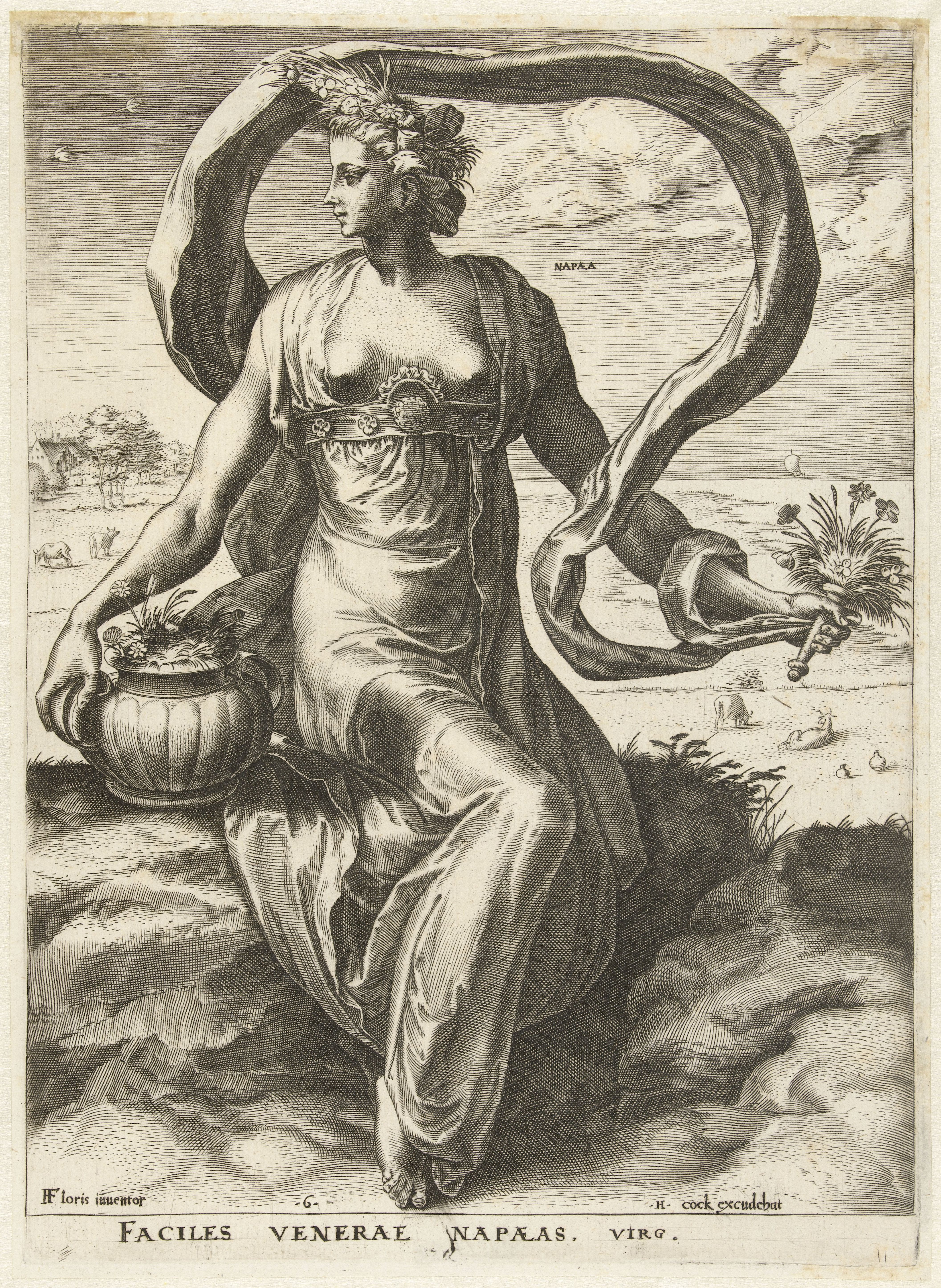
Une napée

Dans la mythologie grecque, les napées ou napaiai (du grec ancien : ναπαῖαι / napaîai, de νάπη / nápē, « vallon boisé ») sont les nymphes des vallées boisées, des vallons et des grottes.

## Exemple
« Je n'étais pas encore assez esprit fort pour ne pas espérer parfois de surprendre les napées et les dryades dans les bois et dans les prairies. »

— George Sand, Histoire de ma vie, t. 1, édition de La Pléiade, 1970 (1re éd. 1855), 1664 p., p. 618

## Sources
- Stace, Thébaïde [détail des éditions] [lire en ligne] (IV, 259 ; IX,385).
- Virgile, Géorgiques [détail des éditions] [lire en ligne] (IV, 535).